# Brana Kossou
Brana Kossou je nasipna brana koja zatvara rijeku Bandama oko 32 km sjeverozapadno od Yamoussoukroa u Obali Bjelokosti. Ima kapacitet proizvodnje energije od 174 MW, dovoljno za napajanje preko 118.000 domova. Brana zatvara najveće jezero u Obali Bjelokosti, jezero Kossou.

## Vanjske poveznice
|  | Zajednički poslužitelj ima još gradiva o temi Brana Kossou |